# Josef Trafojer
Josef Trafojer, též Josef Trafoier nebo Josef Trafoyer (23. března 1842 Bolzano – 22. září 1916 Bolzano), byl rakouský politik německé národnosti z Tyrolska (respektive z dnešního Jižního Tyrolska), na počátku 20. století poslanec Říšské rady.

## Biografie
Působil jako rolník v Zwölfmalgreinu. Zasedal na Tyrolském zemském sněmu, kde byl poslancem za kurii venkovských obcí v letech 1897–1901. Zastupoval konzervativce.
Působil i jako poslanec Říšské rady (celostátního parlamentu Předlitavska), kam usedl v doplňovacích volbách roku 1901 za kurii venkovských obcí v Tyrolsku, obvod Bolzano, Merano. Nastoupil 26. února 1901 místo Josefa Di Pauliho,
V roce 1901 se uvádí jako konzervativní kandidát. Patřil ke Katolické lidové straně. V květnu 1906 se uvádí jako jeden z 26 členů poslaneckého Klubu středu (Zentrum-Klub), který sdružoval konzervativně a katolicky orientované poslance.
Zemřel v září 1916 po dlouhé nemoci.